# 3,5-Diethyl-1,2,4-trithiolan
3,5-Diethyl-1,2,4-trithiolan ist eine chemische Verbindung aus der Gruppe der Trithiolane, also der Heterocyclen mit einem Fünfring, der zwei Kohlenstoff- und drei Schwefelatome enthält.

## Isomere
Es existieren ein cis- und ein trans-Isomer, die sich durch die relative Stellung der Ethylgruppen unterscheiden. Die Isomere sind durch Chromatographie trennbar und können unter geeigneten Bedingungen mittels NMR-Spektroskopie unterschieden werden.

## Vorkommen

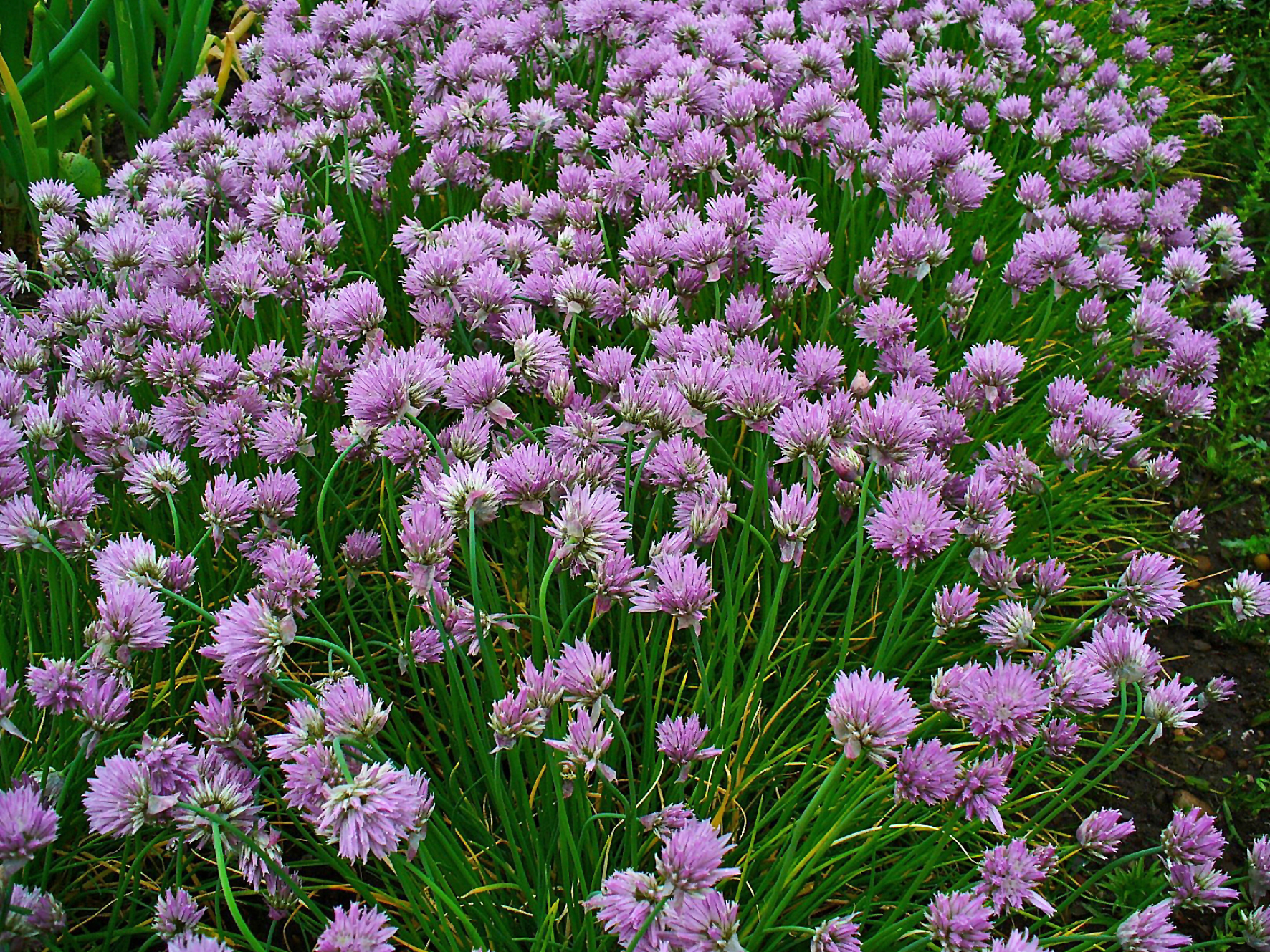
Schnittlauch

3,5-Diethyl-1,2,4-trithiolan kommt natürlich in Knoblauch, Zwiebeln und Schnittlauch vor. Im Schnittlauch kommen bei Stereoisomere vor.

## Gewinnung und Darstellung
3,5-Diethyl-1,2,4-trithiolan kann durch Oxidation von 2,4,6-Triethyl-1,3,5-dithiazinan gewonnen werden. Letzteres kann wiederum durch Reaktion einer Ammoniumsulfidlösung in Tetrahydrofuran mit Propanal und Methyl-tert-butylether gewonnen werden. Die Verbindung kann auch durch Maillard-Reaktionen gebildet wurden, so war das trans-Isomer eines der Hauptprodukte bei einer Modellreaktion unter Zersetzung von Ascorbinsäure in Gegenwart von Cystein.

## Eigenschaften
3,5-Diethyl-1,2,4-trithiolan ist eine gelbe Flüssigkeit, die praktisch unlöslich in Wasser ist.

## Verwendung
3,5-Diethyl-1,2,4-trithiolan wird als Aromastoff verwendet. Mit einer Reinheit von mindestens 95 % ist es in der EU unter der FL-Nummer 15.049 als Aromastoff für Lebensmittel allgemein zugelassen.